# Petaloptila pyrenaea
Petaloptila pyrenaea är en insektsart som beskrevs av Olmo-vidal och Carles Hernando 2000. Petaloptila pyrenaea ingår i släktet Petaloptila och familjen syrsor. Inga underarter finns listade i Catalogue of Life.